# Structure en pierre à degré

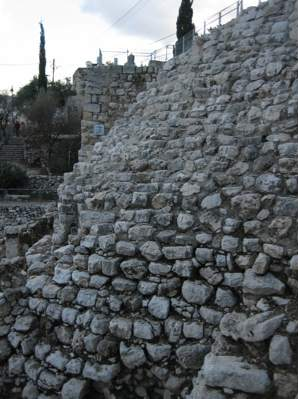
Structure en pierre à degré

La structure en pierre à degrés (Stepped Stone Structure) est le nom donné à une structure courbée, haute de 20 m, découverte à Jérusalem sur le flanc de la cité de David. L'ensemble est formé d'une série de terrasses recouvertes par un manteau de pierres. Un mur à casemate rejoint la partie supérieure de la structure et pourrait avoir soutenu le rempart de la ville. L'ensemble se trouve au nord-est de la Cité de David, la partie la plus ancienne de Jérusalem.
Elle a été découverte par R.A.S. Macalister dans les années 1920, puis fouillée par Kathleen Kenyon dans les années 1960, et par Yigal Shiloh dans les années 1970-1980.
Macalister l'appela la "rampe" et pensa qu'il s'agissait d'une construction jébuséenne, le peuple qui habitait la cité avant sa conquête par David selon la Bible. Après les découvertes de Kenyon et de Shiloh, on a pensé qu'il pouvait s'agir d'un mur de soutènement ou d'une fortification.
Entre le roc et la structure (donc antérieur à la structure), Kathleen Kenyon retrouve des murs et des poteries qu'elle date de la fin du Bronze récent, mais que Jane Cahill redate du début du Fer I (1200-1000 BC). La structure a été construite entre la transition Bronze Récent - Fer I et le Fer II. Elle faisait probablement partie des fortifications du Fer I.
Israël Finkelstein pense qu'elle a été en partie reconstruite pendant la période hasmonéenne.
Il pourrait potentiellement s'agir de ce que la Bible appelle le Millo, un terme hébreu qui signifie "remblai" ou "rempart". D'après les fouilles récentes d'Eilat Mazar, elle aurait pu être bâtie pour supporter la grande structure de pierres qu'elle a exhumée juste au-dessus de la structure à degrés, et qu'elle assimile au  palais du roi David. Eilat Mazar montre que ces constructions sont reliées entre elles.